# Ritratto di Marsilio Cassotti e della sua sposa Faustina
Il Ritratto di Marsilio Cassotti e della sua sposa Faustina è un dipinto a olio su tavola (46x34,9 cm) di Lorenzo Lotto, datato 1523 e conservato nel Museo del Prado di Madrid. È firmato "L. Lotus Pictor / 1523". Si tratta del primo ritratto nuziale conosciuto in Italia, forse ispirato da stampe nordiche.

## Storia
Una nota autografa del pittore ricorda con precisione il dipinto e i soggetti, il loro abbigliamento ("habiti de seta, scufioti e collane"), nonché la cifra richiesta di 30 denari, poi scontato a margine a 20. L'opera era stata commissionata da Zanin Cassotti, il padre dello sposo Micer Marsilio, che aveva già richiesto a Lotto altri sette dipinti.
L'opera si trovava quindi nella casa dei committenti, dove in epoca imprecisata, forse nel XVII secolo, fu mandato in Spagna, dove è inventariato nei beni dell'Alcázar nel 1666. Nel XIX secolo passò al museo madrileno.

## Descrizione e stile
Il doppio ritratto dei coniugi li ritrae nel momento in cui è ufficializzata l'unione matrimoniale, col marito Marsilio Cassotti (all'epoca ventunenne), vestito di seta nera, che sta per mettere l'anello al dito della sposa, Faustina Assonica, ricca di gioielli, con un vaporoso abito di seta rossa e cuffia di broccato, simile a quella presente nel Ritratto di Lucina Brembati. La sua scollatura è arricchita da due collane, una di perle (che simboleggia anche il suo attaccamento al marito) e una d'oro. La sua condiscendenza è evidenziata dalla testa reclinata. Essi guardano verso lo spettatore, come invitandolo ad essere testimone delle nozze.
L'amorino in volo, che sembra benedire l'unione, ne sottolinea anche ironicamente le conseguenze, tenendo sopra le loro spalle un giogo, che simboleggia il vincolo matrimoniale ma anche i doveri di cui essi si fanno carico, giocando sulla derivazione etimologica di "coniuge" dal latino "jugum". L'alloro però simboleggia la virtù, necessaria per mantenere il vincolo, e la felicità eterna.
I due sposi erano cognati, essendo Faustina figlia di Pietro Assonica e sorella di Laura che aveva sposato Gianmaria Casotti fratello di Marsilio. Lo sposo morì alla fine del 1528 e Faustina rimase vedova all'età di 23 anni. Convolò in seconde nozze nel 1532 con Pasino fu Petrolo Benaglio. Il suo testamento fu redatto nel 1587.